# Urarina

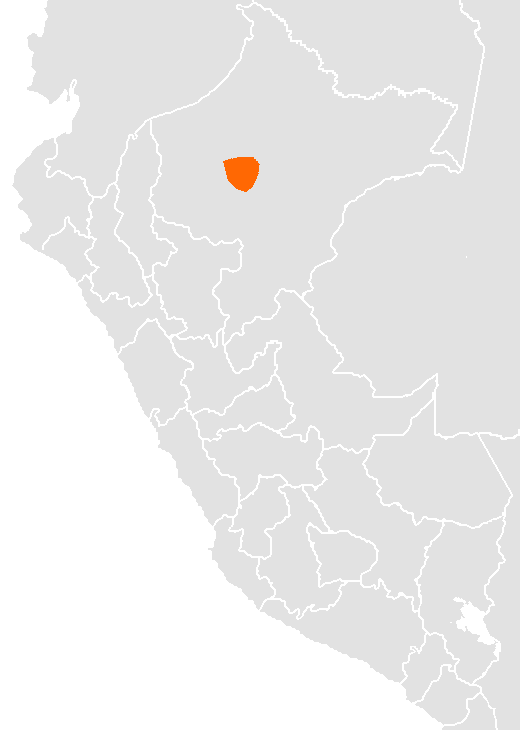
distribution de l'urarina

L'urarina est une langue amérindienne isolée parlée au Pérou, dans la région de Loreto, dans le bassin de la rivière Chambira (en) par 2 000 personnes.

## Phonologie
Les tableaux présentent les phonèmes de l'urarina, les voyelles et les consonnes.

### Voyelles
|         | Antérieure | Centrale | Postérieure |
| ------- | ---------- | -------- | ----------- |
| Fermée  | i [i]      | ʉ [ʉ]    | u [u]       |
| Moyenne | e [e]      |          |             |
| Ouverte |            | a [a]    |             |

### Consonnes
|            |             | Bilabiale | Dentale | Latérale | Rétrofl. | Palatale | Alvéolaire | Vélaire | Glottale |
| ---------- | ----------- | --------- | ------- | -------- | -------- | -------- | ---------- | ------- | -------- |
| Occlusives | Sourdes     |           | t [t]   |          |          |          |            | k [k]   |          |
| Occlusives | Sonores     | b [b]     | d [d]   |          |          |          |            |         |          |
| Occlusives | Labialisée  |           |         |          |          |          |            | kw [kʷ] |          |
| Fricatives | Sourdes     |           | s [s]   |          |          | ʃ [ʃ]    |            |         | h [h]    |
| Fricatives | Labialisée  | fw [fʷ]   |         |          |          |          |            |         |          |
| Fricatives | Palatalisée |           |         |          |          | hj [hʲ]  |            |         |          |
| Affriquées | Affriquées  |           |         |          |          |          | tɕ [t͡ɕ]    |         |          |
| Nasales    | Nasales     | m [m]     | n [n]   |          |          | ɲ [ɲ]    |            |         |          |
| Liquides   | Liquides    |           |         | l [l]    | ɽ [ɽ]    |          |            |         |          |